# (11713) Stubbs
(11713) Stubbs (1998 HG51) – planetoida z pasa głównego asteroid okrążająca Słońce w ciągu 4,04 lat w średniej odległości 2,54 j.a. Odkryta 25 kwietnia 1998 roku.